# Butch Reed
Pour les articles homonymes, voir Reed.
Bruce Franklin Reed (né le 11 juillet 1954 à Kansas City (Missouri) et mort le 5 février 2021 à Warrensburg) est un catcheur américain connu sous le nom de Butch Reed. Il est connu pour son travail à la World Wrestling Federation (WWF) de 1987 à 1988. Il rejoint la World Championship Wrestling (WCW) un an plus tard. Là-bas, il commence à lutter masqué sous le nom de Doom #2 tandis que son équipier Ron Simmons a le nom de Doom#1. Par la suite, cette équipe lutte sous leur véritable nom et remporte une fois le championnat du monde par équipes de la National Wrestling Alliance (NWA) et de la WCW. Il quitte la WCW en 1992 et travaille ensuite dans diverses fédérations de catch avant de mettre un terme à sa carrière en 2013. Il meurt le 5 février 2021 des suites de complications après deux crises cardiaques.

## Jeunesse
Bruce Franklin Reed grandit à Warrensburg dans le Missouri. Il fait partie de l'équipe de football américain de son lycée. Il s'avère prometteur mais aucune université réputé pour leur équipe de football ne lui offre une bourse. Après le lycée, il va dans un premier temps à Northeastern Oklahoma A&M College (en) avant d'être transféré à l'université du Missouri central (en) où il fait partie des équipes de football. Après l'université, il signe un contrat avec les Chiefs de Kansas City mais ne joue aucun match.

## Carrière de catcheur

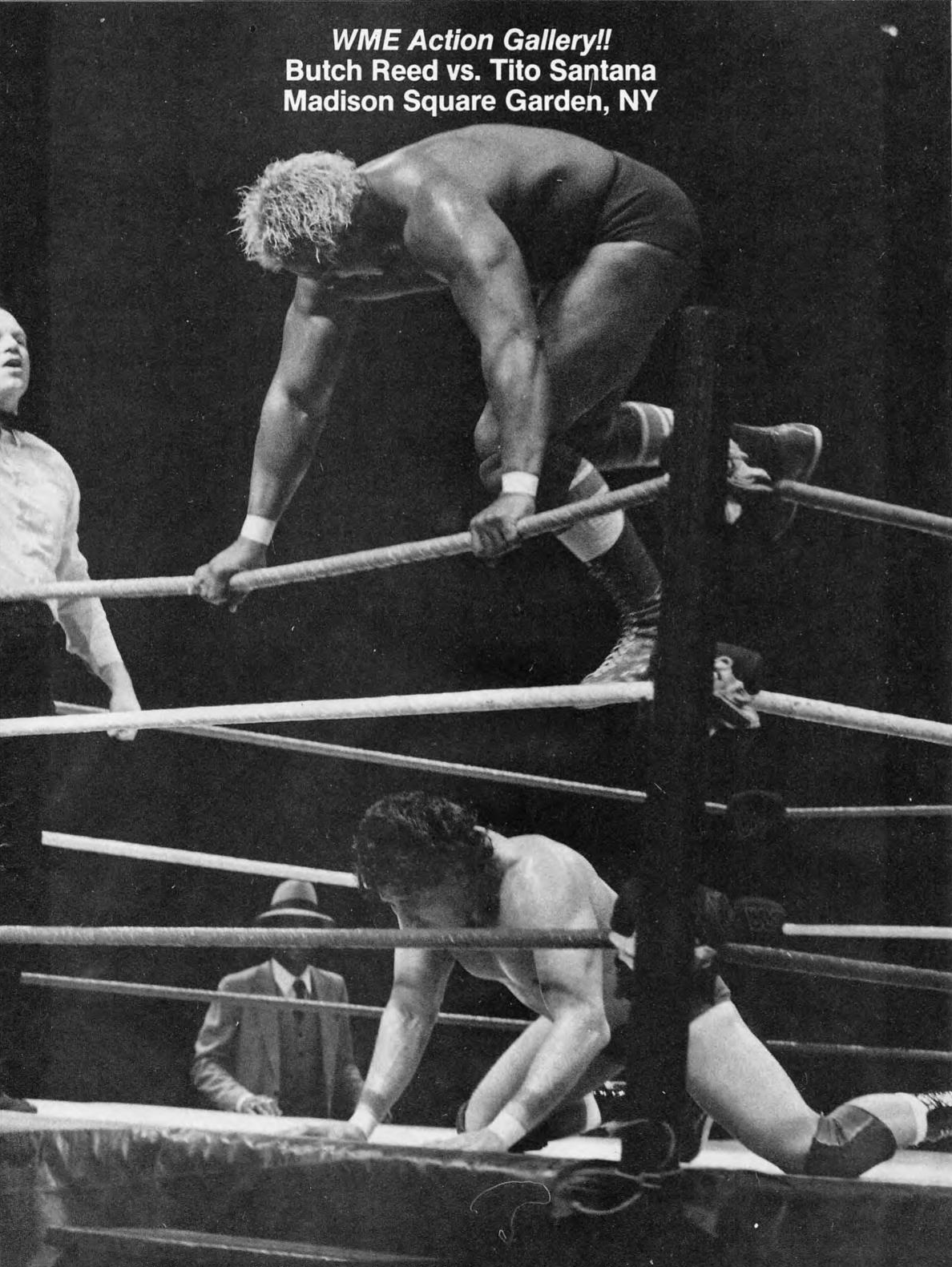
Butch Reed (en haut) s'en prend à Tito Santana (en bas), vers 1987.

### Débuts (1978-1987)
À la fin des années 1970, Bruce Franklin Reed rencontre Ron Etchison, un catcheur ayant beaucoup travaillé dans le Missouri. Etchison commence à l'entraîner avant de l'envoyer à Vancouver pour faire ses débuts à la All-Star Wrestling. Il y lutte sous son véritable nom.
Il retourne dans le Missouri et travaille à la Central States Wrestling, une fédération membre de la National Wrestling Alliance (NWA) couvrant le Missouri, le Kansas et l'Iowa. Il y remporte son premier titre le 30 décembre 1980 où il devient champion par équipes de la NWA Central States avec Jerry Roberts après leur victoire face à Bob Sweetan et Mike George. Leur règne prend fin le 12 février 1981 après leur défaite face à Mike et Pat Kelly. 
Il quitte la Central States Wrestling en mai et rejoint la Georgia Championship Wrestling, une fédération membre de la NWA basée en Géorgie. Il est rapidement mis sur le devant de la scène en battant Bruiser Brody, un des plus célèbres catcheurs américains de l'époque qui ne travaille pas pour la World Wrestling Federation, dans un Lights Out match,. Après cet exploit, il se retrouve loin des projecteurs et fait souvent des matchs par équipe avec George Wells.
En 1982, il part en Floride travailler à la Championship Wrestling from Florida. Il devient rapidement le rival de Ric Flair qui est alors champion du monde poids lourd de la National Wrestling Alliance. Le 17 février, ils s'affrontent dans un match de championnat qui se conclut dans un premier temps sur une égalité pour avoir atteint la limite de temps de 30 minutes. Cependant, Flair demande dans un premier temps cinq minutes de plus qui lui est accepté. Au cours de cette prolongation, Reed parvient à river les épaules de son adversaire. Alors que Reed célèbre sa victoire avec d'autres catcheurs, Flair déclare au micro de Gordon Solie que le contrat qu'ils ont signé stipule que le match doit durer 30 minutes et non 35 et que le titre ne change pas de main.

## Palmarès

### Championnats et tournois
- Central States Wrestling
  - 1 fois champion par équipes de la National Wrestling Alliance (NWA) Central States avec Jerry Roberts[7]
- Championship Wrestling from Florida
  - 1 fois champion par équipes d'Amérique du Nord de la NWA (version Floride[c]) avec Sweet Brown Sugar[8]
  - Thanksgiving Day Tag Team Tournament avec Pez Whatley[9]
- Mid-South Wrestling
  - 3 fois champion poids lourd d'Amérique du Nord de la Mid-South[10]
  - 1 fois champion Télévision de la Mid-South[11]
  - 1 fois champion par équipes de la Mid-South avec Jim Neidhart[12]
- Mid-States Wrestling (MSW)
  - 1 fois champion poids lourd de la MSW[13]
- United States Wrestling Association (USWA)
  - 1 fois champion du monde poids lourd unifié de l'USWA[14]
- World Championship Wrestling (WCW)
  - 1 fois champion du monde par équipes de la NWA / champion du monde par équipes de la WCW[a] avec Ron Simmons[15],[16]
- World League Wrestling (WLW)
  - 1 fois champion poids lourd de la WLW[17]

### Matchs à pari
| # | Résultat | Enjeu  | Adversaire (enjeu)                                            | Date           | Lieu                                           | Notes                                                                                               |
| - | -------- | ------ | ------------------------------------------------------------- | -------------- | ---------------------------------------------- | --------------------------------------------------------------------------------------------------- |
| 1 | Victoire | Masque | Dr Death                                                      | 25 août 1982   | Convention Center, Miami (Floride)             | Après la victoire d'un match par équipe opposant Sweet Brown Sugar et Reed à Dr Death et John Studd |
| 2 | Défaite  | Masque | Steiner Brothers (championnat du monde par équipes de la NWA) | 6 février 1990 | Memorial Coliseum (en), Corpus Christi (Texas) | Reed fait équipe avec Ron Simmons                                                                   |

## Récompenses des magazines
- Pro Wrestling Illustrated
  - 3e équipe de l'année 1990 avec Ron Simmons[19]
  - 2e catcheur ayant le plus progressé de l'année 1990 ex æquo avec Ron Simmons[19]

| Année | 1991 | 1992 | 1993 | 1994 | 1995 |
| ----- | ---- | ---- | ---- | ---- | ---- |
| Rang  | 123  | 116  | 341  | 114  | 268  |